# Britische Invasion der Philippinen 1762
Die Britische Invasion der Philippinen 1762 ist ein Kapitel am Ende des Siebenjährigen Krieges (1756–1763). Sie dauerte von 1762 bis 1764 und war eingebettet in die Bemühungen des Königreichs Großbritannien, den Kriegsgegner Spanien in seinem Kolonialreich zu schwächen und ihn zum Kriegsaustritt zu zwingen.

## Hintergrund
Die Invasion der Philippinen im Jahr 1762 stand im kolonialen Kontext des Siebenjährigen Krieges, den Frankreich und Großbritannien in diesem Krieg in ihren Überseebesitzungen austrugen und versuchten, die jeweils gegnerische Seite zu schwächen. Dieses band den Siebenjährigen Krieg in Nordamerika (1754–62), den Dritten Karnatischen Krieg in Indien (1756–62) und die britische Invasion in Westafrika im Jahr 1758 mit ein. Bis 1762 stand Spanien mit Großbritannien nicht direkt im Krieg, war jedoch Teil der Koalition mit Frankreich, Österreich und Russland. Großbritannien auf seiner Seite stand in einer Koalition mit dem Königreich Preußen, Portugal und anderen kleineren Fürstentümern. Beide Koalitionen führten auf dem europäischen Kontinent und in ihren Kolonien einen Abnutzungskrieg mit wechselndem Kriegsglück. Die politischen Beziehungen zwischen Spanien und Großbritannien waren zwar angespannt, doch vermieden beide Seiten in den ersten Kriegsjahren die direkte militärische Konfrontation. Zu dieser Zeit führte in Spanien Premierminister Ricardo Wall die Regierungsgeschäfte, der als ausgesprochen pro-britisch eingestellt galt. Diese neutrale Haltung beider Staaten änderte sich mit dem Amtsantritt des neuen Königs Georg III. in Großbritannien im Jahr 1760. Georg III. und sein Premierminister William Pitt waren der Überzeugung, dass der Krieg mit Spanien nur eine Frage der Zeit sein könne und dass Spanien Frankreich im nordamerikanischen Konflikt unterstützen würde. Pitt trat zwar am 5. Oktober 1761 zurück, da er keine Mehrheit im Kabinett für eine Kriegserklärung an Spanien erhielt, trotzdem erklärte Großbritannien am 4. Januar 1762 dem spanischen Königreich den Krieg.

## Schlacht von Manila

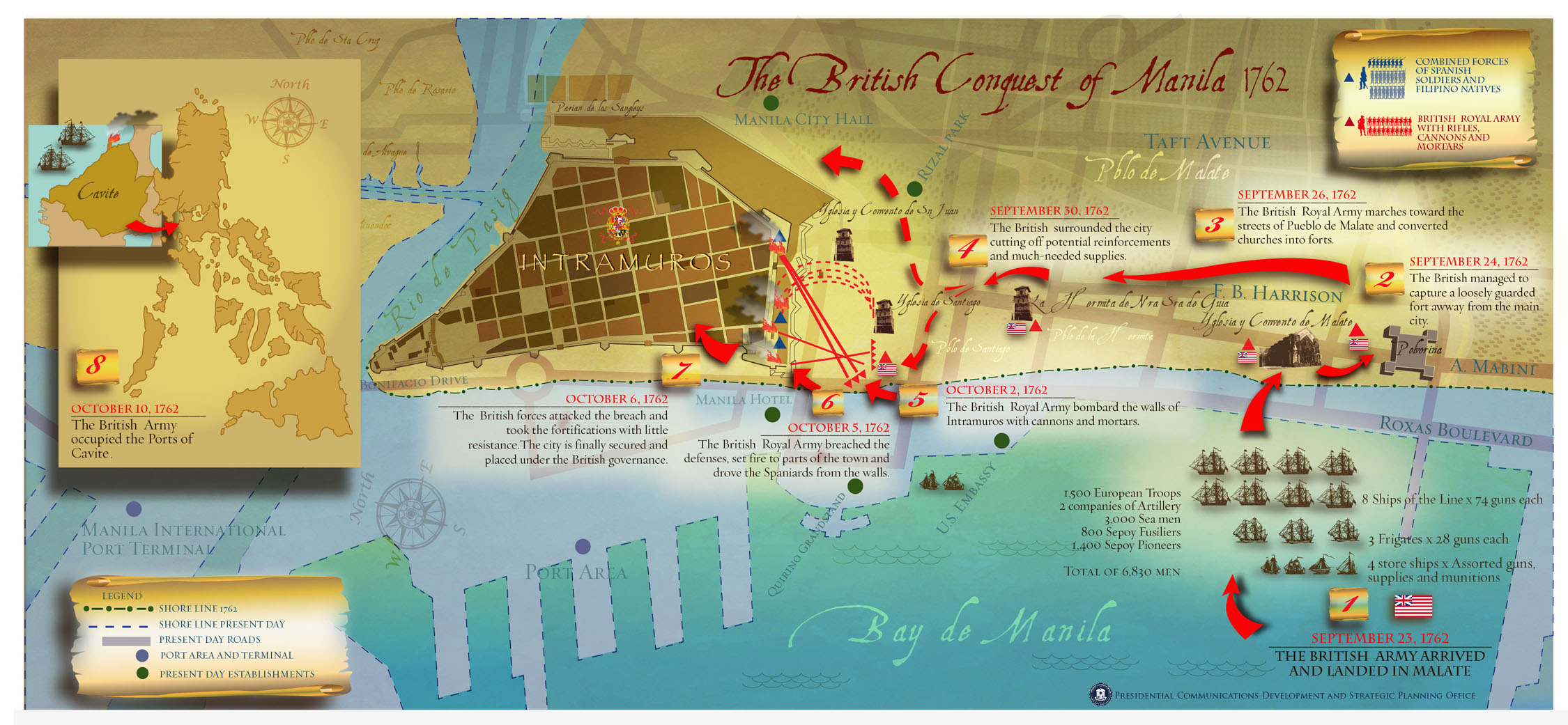
Karte mit Aufmarschplan der britischen Truppen

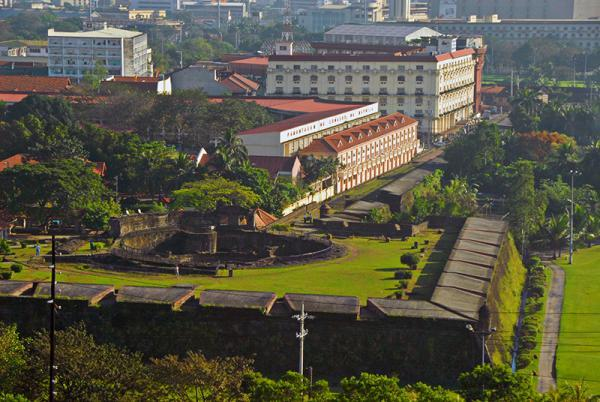
Blick auf die alten Wehranlagen der Stadtfestung Intramuros

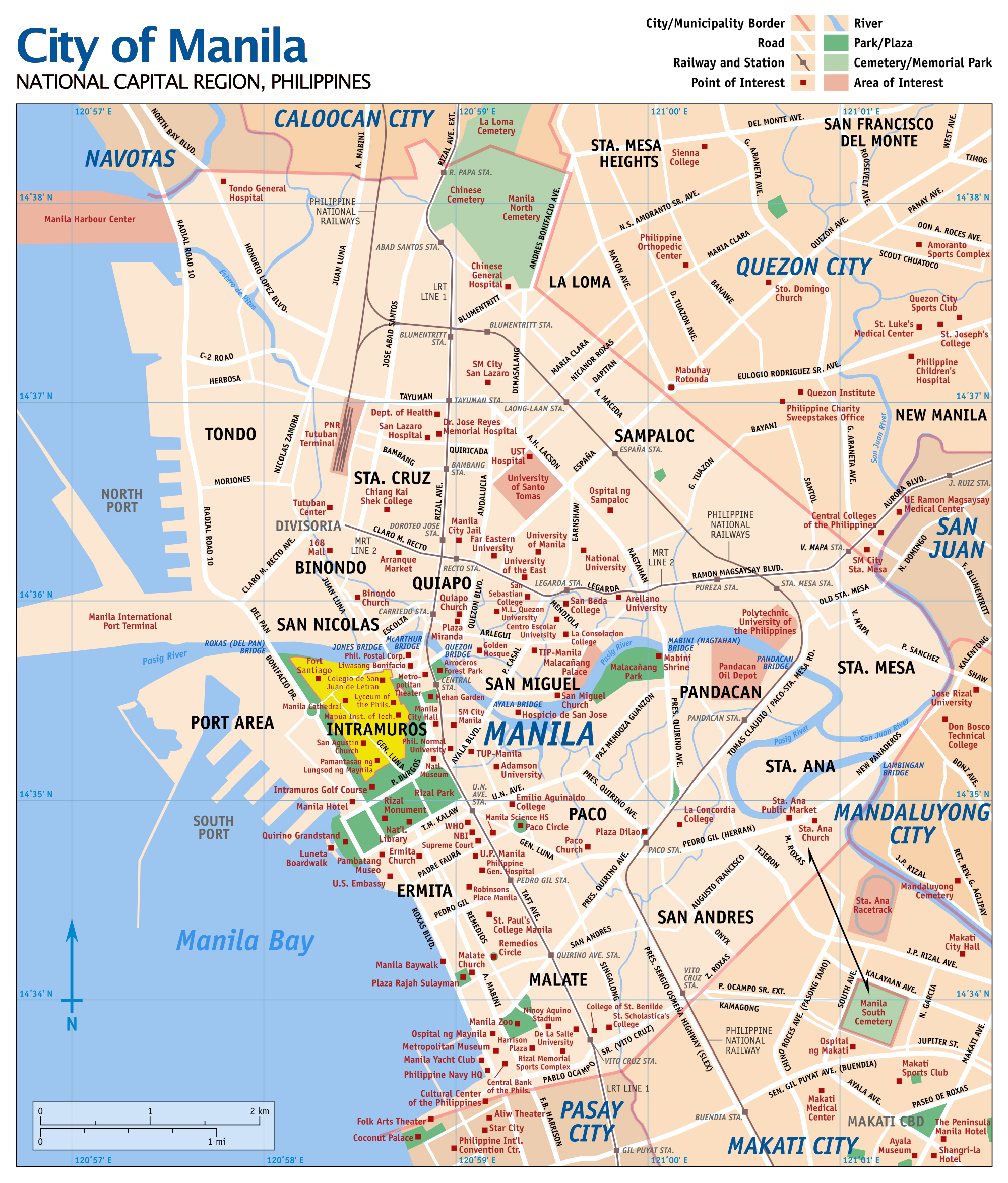
Lage der Stadtfestung Intramuros in Manila

Zur Vorbereitung der Invasion zog Großbritannien 5.600 Soldaten und militärische Ausrüstung in Madras, Indien, zusammen. Im August 1762 wurden Soldaten und Ausrüstung auf 14 Kriegsschiffe der British Eastindia Company verladen und segelten gen Manila. Die Flotte stand unter dem Befehl des Vizeadmiral Samuel Cornish, die Bodentruppen standen unter dem Befehl des Brigade-Generals William Draper. Sie erreichten am 23. September, ohne Verluste bei der Überfahrt, die Bucht von Manila und wurden sofort von den spanischen Kolonialbehörden bemerkt.
Die Spanier waren überrascht über das Auftauchen der britischen Kriegsschiffe und es brach in den Behörden in Manila eine Panik aus. Die Philippinen hatten zu dieser Zeit keinen Gouverneur, diese Funktion füllte der Erzbischof von Manila Manuel Rojo del Río y Vieyra aus. Die spanische Seite war von vornherein militärisch benachteiligt, da in der Stadt nur 565 Soldaten anwesend und in der Stadtfestung Intramuros stationiert waren. Die Stadtfestung war zu dem Zeitpunkt fast 190 Jahre alt, die Anlagen und Bewaffnung weitestgehend veraltet und in einem schlechten Zustand. Weitere Verteidigungskräfte setzten sich aus Milizen zusammen, die kurzfristig von Mönchen des Augustinerordens organisiert worden waren. Diese Milizen hatten jedoch keine militärische Ausbildung. Trotz dieser Nachteile lehnte der Erzbischof am Abend des 4. Oktober eine kampflose Übergabe der Stadtfestung ab.
Die britischen Streitkräfte gingen nach der Ankunft im Bereich des heutigen Stadtteils Malate an Land, rückten schnell an die Stadtfestung heran und begannen die Belagerung. Die Briten brachten ihre überlegene Artillerie im Bereich der heutigen Taft Avenue in Stellung. Am 5. Oktober begann der Beschuss der Stadtfestung und der nördlichen Stadtteile, die zu dieser Zeit eine Gesamtpersonalstärke von 1.000 Mann aufwiesen und vom Brigade-General Marcos de Villa Maidana geführt wurden. Die britischen Soldaten konnten bereits am ersten Tag die Bastionen San Diego, San Andes und San Eugeno einnehmen. Am 6. Oktober ergab sich die Stadtfestung und das Fort Santiago, die Verluste auf spanischer Seite betrugen in der Stadtfestung ca. 400 Verwundete und 85 Gefallene. Historiker nehmen an, dass die Briten ca. 25.000 Geschosse auf Manila abfeuerten und große Teile der Innenstadt niederbrannten. Die genaue Zahl der Toten in der Stadt lässt sich nicht mehr rekonstruieren. Nach ihrem Sieg teilten die Briten den Bewohnern der Stadt mit, dass sie vier Millionen mexikanische Silberpeso von ihnen forderten und ansonsten die Stadt plündern würden. Die Bewohner konnten aber nur eine Mio. Peso aufbringen. Daraufhin wurde die Stadt der Plünderung durch die britischen Truppen preisgegeben, die fast 2 Tage lang anhielt.

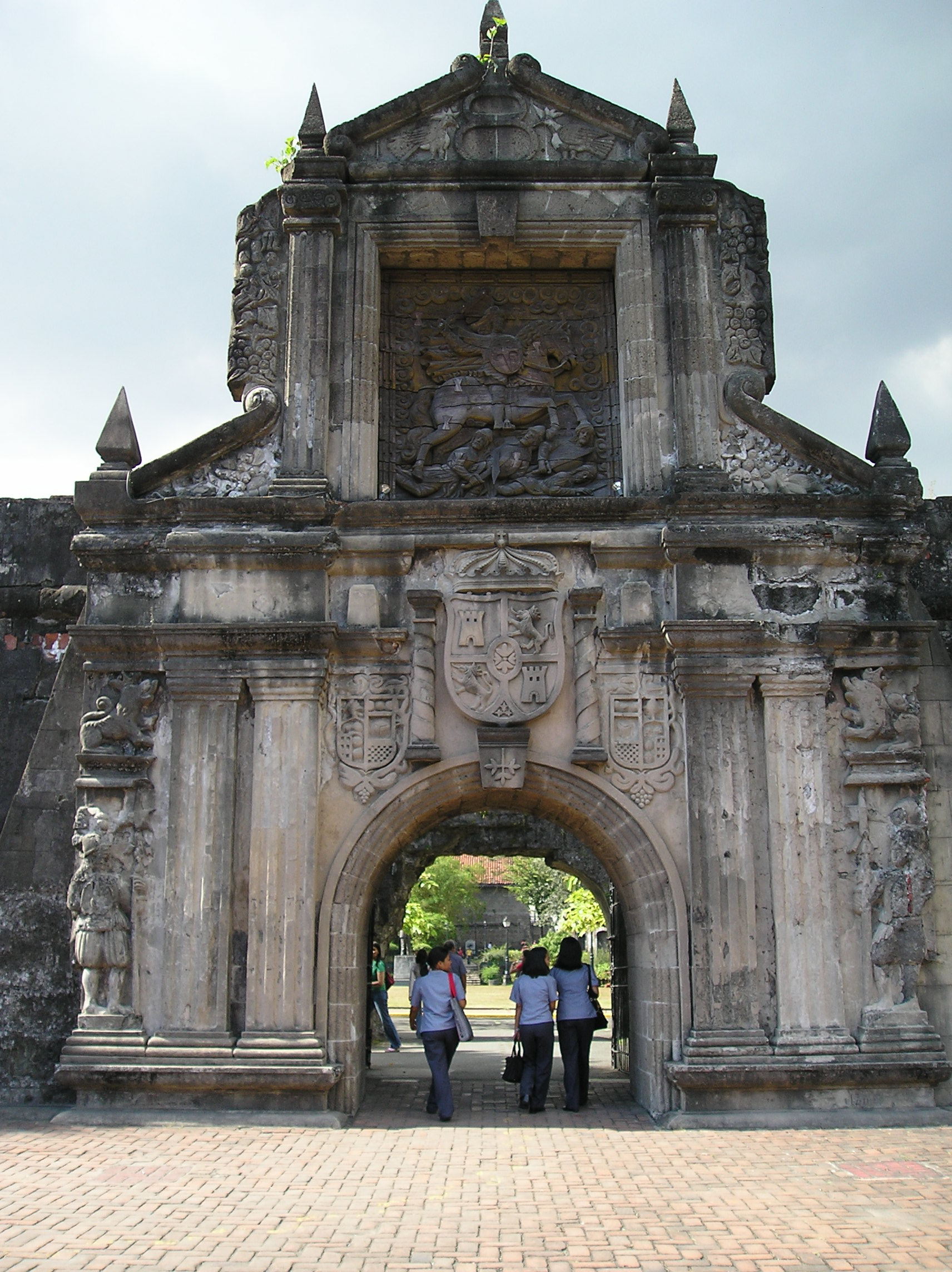
Eingangstor des Fort Santiago in Manila

## Besatzung 1762–64
Die Briten konnten außer Manila, nach der Schlacht vom 5./6. Oktober, lediglich Teile der heutigen Provinzen Bulacan, Cavite, Rizal und Laguna besetzen, sodass in großen Teilen der Philippinen die alte spanische Kolonialverwaltung intakt und in Funktion blieb. Der spanische Adel und der Erzbischof von Manila waren sich jedoch nicht einig über die Form des Widerstandes. Der spanische Adlige Don Simón de Anda y Salazar organisierte den Widerstand in der Provinz Bulacan und konnte ca. 10.000 Mann um sich scharen und die Briten in einen kleinteiligen verlustreichen Guerilla-Krieg verwickeln. Der Widerstand in den restlichen Provinzen wurde größtenteils von Priestern der Römisch-katholischen Kirche organisiert. Diesen Widerstandsgruppen gelang es, die Briten aus großen Teilen der Provinzen Rizal und Cavite fernzuhalten.
Die Briten blieben jedoch nicht untätig und verbündeten sich 1763 mit Diego Silang, der eine Rebellion gegen die spanische Herrschaft in der Ilocos-Region anführte. Die versprochenen Truppen wurden ihm jedoch nicht gesendet, sodass er nach seinem Erfolg bei der Eroberung von Vigan von einem verräterischen Freund ermordet wurde. Seine Frau Gabriela setzte den Widerstand gegen die Spanier fort, wurde jedoch ebenfalls gefangen genommen und am 20. September hingerichtet. Ein anderes Bündnis gingen die Briten mit dem Sultanat von Sulu ein, das es den Briten erlaubte, auf der Insel Balambangan eine Festung zu errichten. Die Festung sollte den Gewürzhandel mit den Molukken kontrollieren, wurde jedoch von den Einheimischen nie akzeptiert. Am 5. März 1775 wurde sie vom Stamm der Tausug attackiert und die gesamte Besatzung umgebracht.

## Ende der Invasion
Die britische Besatzung endete formell mit der Unterzeichnung des Pariser Friedens am 10. Februar 1763, die spanische Oberhoheit über die Philippinen wurde von Großbritannien anerkannt. Die britischen Streitkräfte verblieben jedoch noch bis Februar 1764 in Manila und erst dann übergaben die Briten den Spaniern Manila und seine Umgebung.

## Nachwirkungen
Die britische Invasion der Philippinen im Jahr 1762 und die zeitgleichen Aufstände, wie der Silang- und der Palaris-Aufstand, machte den Filipinos klar, dass die spanische Oberhoheit über die Philippinen nicht ewig dauern würde. Sie legte im Grunde genommen den Grundstein für die spätere Unabhängigkeitsbewegung des Katipunan und sollte den Widerstand im Philippinisch-Amerikanischen Krieg inspirieren. Viele philippinische Intellektuelle wie José Rizal sahen in dieser militärischen Auseinandersetzung die Grundsteinlegung eines philippinischen Nationalbewusstseins. Zu Ehren der Silangs wurde der Northern Luzon Heroes Hill National Park 1963 eingerichtet.
Bei der Eroberung Manilas erbeuteten die Engländer zahllose Dokumente. Unter anderem auch die Berichte des spanischen Entdeckers Luiz Váez de Torres, die anderthalb Jahrhunderte von den Spaniern geheim gehalten worden waren. Der Geograph Alexander Dalrymple erhielt die Dokumente zur Übersetzung und erkannte die Bedeutung von Torres’ Entdeckung, der als Erster die Meeresstraße zwischen Australien und Neuguinea passiert hatte, die heutige Torres-Straße. Er veröffentlichte Torres’ Entdeckung in seinem Werk über die Südseeerkundungen.